# アリー (俳優)
アリー（Ali、1970年10月10日 - ）は、インドのテルグ語映画で活動する俳優、テレビ番組司会者。パワン・カリヤーン作品、プリ・ジャガンナード作品の常連俳優として知られている。

## 生い立ち
アーンドラ・プラデーシュ州ラージャムンドリーの貧困家庭に生まれる。父は仕立て屋、母は専業主婦であり、兄弟のカーユムは俳優として活動している。1994年1月23日に結婚し、1男2女をもうけた。

## キャリア
アリーはラージャムンドリーの音楽会社ジート・モハン・ミトラの援助を受けて映画業界に進出し、1979年にK・ラーガヴェンドラ・ラーウの『Nindu Noorellu』で映画デビューする。その後はチェンナイに進出し、子役を探していたバーラティラージャの目に留まり『Seethakoka Chiluka』に起用される。子役として複数の映画に出演するが、成長後は役に恵まれずコメディアンに転向し、S・V・クリシュナ・レッディの監督作品でコメディ役として起用され、コメディアンとして新たな役柄を開拓した。
映画の他にトーク番組『アリー・トーキーズ』、『アリー・ソー・サーラーダーガ』の司会者も務めている。2019年3月11日にYSR会議党に入党している。

## 受賞歴
- フィルムフェア賞 テルグ語映画部門コメディアン賞：『Amma Nanna O Tamila Ammayi』（2003年）、『Super』（2005年）
- ナンディ賞 子役賞（英語版）：『Seethakoka Chiluka』（1981年）
- ナンディ賞 特別功労賞（英語版）：『Pittala Dora』（1996年）